# Slavoj Slavik
Slavoj Slavik, slovenski odvetnik in narodni delavec, * 9. julij 1896, Trst, † 8. marec 1945, Mauthausen. 

## Življenje in delo
Ljudsko šolo je obiskoval pri Sv. Ivanu, gimnazijo pa v Trstu. Na začetku vojne je bil mobiliziran v Avstro-ogrsko vojsko, nazadnje je služil kot podporočnik na albanski fronti, kjer je zbolel za malarijo. Pravo je študiral na Pravni fakulteti v Zagrebu ter leta 1930 doktoriral na Univerzi v Sieni. Od leta 1923 je v Trstu delal v očetovi odvetniški pisarni. Po nastopu fašizma se je vključil v politično in narodnoobrambno ilegalno dejavnost tržaških Slovencev. Njegova vila, ki je stala sredi velikega parka na Koloniji, je nudila varno zavetje raznim ilegalnim skupinam. Ob začetku 2. svetovne vojne je bil aretiran in konfiniran v Gradežu. Tu so ga 23. septembra 1940 ponovno aretirali. Bil je  zaprt v koprskem in tržaškem zaporu Coroneo ter pred posebnim sodiščem za varnost države na 2. tržaškem procesu 14. decembra 1941 obsojen na 15 let ječe. Ob procesu je bila družina prisiljena prodati vilo na Koloniji, da je poravnala sodne stroške pri tem pa pomagala tudi drugim obsojencem. Zaporno kazen je prestajal v San Gimignanu, po kapitulaciji Kraljevine Italije in posredovanju Rdečega križa pa se je septembra 1943 vrnil v Trst, a ga je kmalu zatem gestapo ponovno aretiral, zaprl v Trstu in nato pregnal v Koncentracijsko taborišče Mauthausen, kjer je 8. marca 1945 umrl; nekateri viri navajajo, da je umrl maja 1945, kar pa ni točno. 